# Psyrassa cerina
Psyrassa cerina là một loài bọ cánh cứng trong họ Cerambycidae.